# Jaroslav Sysel
Jaroslav Sysel (ur. 24 października 1908 w Benešovie) – czechosłowacki zapaśnik walczący w stylu wolnym. Olimpijczyk z Berlina 1936, gdzie zajął piąte miejsce w kategorii 82 kg
Pięciokrotny mistrz kraju. W stylu klasycznym wygrywał w 1942 i 1944, a w stylu wolnym w 1933, 1936 i 1948 roku.
- Turniej w Berlinie 1936

Pokonał Brytyjczyka Leslie Jeffersa i Belga Fransa Van Hoorebeke, a przegrał z Finem Kyösti Luukko i Émile Poilvém z Francji.